# Whiskey Creek
Whiskey Creek es un lugar designado por el censo ubicado en el condado de Lee en el estado estadounidense de Florida. En el Censo de 2010 tenía una población de 4.655 habitantes y una densidad poblacional de 1.110,13 personas por km².

## Geografía
Whiskey Creek se encuentra ubicado en las coordenadas 26°34′21″N 81°53′26″O / 26.57250, -81.89056. Según la Oficina del Censo de los Estados Unidos, Whiskey Creek tiene una superficie total de 4.19 km², de la cual 4 km² corresponden a tierra firme y (4.51%) 0.19 km² es agua.

## Demografía
Según el censo de 2010, había 4.655 personas residiendo en Whiskey Creek. La densidad de población era de 1.110,13 hab./km². De los 4.655 habitantes, Whiskey Creek estaba compuesto por el 94.78% blancos, el 1.57% eran afroamericanos, el 0.3% eran amerindios, el 1.4% eran asiáticos, el 0.02% eran isleños del Pacífico, el 0.99% eran de otras razas y el 0.95% pertenecían a dos o más razas. Del total de la población el 5.16% eran hispanos o latinos de cualquier raza.